# Crataerina acutipennis
Crataerina acutipennis är en tvåvingeart som beskrevs av Austen 1926. Crataerina acutipennis ingår i släktet Crataerina och familjen lusflugor. Inga underarter finns listade i Catalogue of Life.